# ジョゼ・ベヤールト
ジョゼ・ベヤールト（José Beyaert、1925年10月1日 - 2005年6月11日）は、フランス、ランス出身の自転車競技（ロードレース）選手。

## 経歴
1948年のロンドンオリンピック・個人ロードレースで金メダル、団体ロードレースで銅メダルをそれぞれ獲得。
1949年にプロに転向。1952年にコロンビアに移住し、同年のブエルタ・ア・コロンビアで総合優勝を果たした。1953年に引退。
その後もコロンビアに居住し続けたが、イギリスの自転車競技ライター、マット・レンデル著作の「オリンピック・ギャングスター」という本によると、その間実業家などと装いながら、麻薬密売や人身売買を行っていたという話を、当時の売人仲間と目される人物が証言しており、また、当人の活動歴が、映画・フレンチ・コネクションの題材の一部になったという話も伝えられているが、既に当人は他界しており、これらの詳細な話については謎な点が多く残されたままである。一方、ロードレースのコーチとして地元チームのツール・ド・フランス参加に尽力し、またテレビ、ラジオの解説者としても活動していた。2000年に単身フランスに戻り、2005年6月11日、ラ・ロシェルで死去した。